# Nikolaj Tichonov (schrijver)

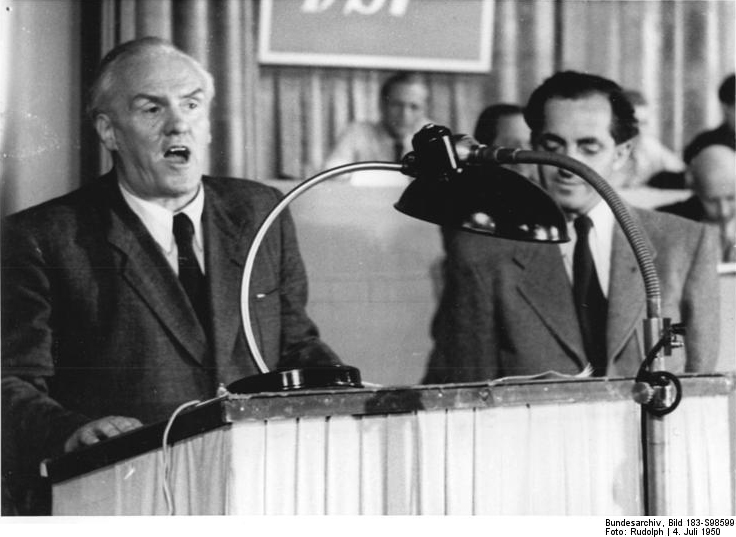
Nikolaj Tichonov in 1950

Nikolaj Semjonovitsj Tichonov (Russisch: Николай Семёнович Тихонов) (Sint-Petersburg 4 december 1896 – Moskou 22 november 1979) was een Russisch schrijver en dichter.

## Eerste periode
Tichonov werd geboren in een handelarenfamilie van Servische komaf en volgde de handelsschool. Hij diende als vrijwilliger in zowel de Eerste Wereldoorlog als de Russische Revolutie. Hij werd in 1921 lid van de non-conformistische, experimentele literaire groep de Serapionbroeders en maakte snel naam met zijn romantische balladen (hij “herontdekte” het genre). De bundels “De orde” en “Dun bier”, beide uit 1922, bevatten laconiek geschreven verzen waarin hij in beknopte, viriele taal en met ijzeren klanken over heldendom en moed spreekt. Tichonov werd wel de ‘romanticus van de revolutie’ genoemd.
Verder behandelde Tichonov ook exotische thema’s: verhalen en gedichten over de Kaukasus, Afghanistan. Pakistan en China.

## Sovjet-periode
In de bundel “Zoeken naar een held” (1927) ging Tichonov op zoek naar de Sovjet-mens in de nieuwe socialistische maatschappij. In de jaren dertig conformeerde Tichonov zich aan het Sovjetsysteem en het socialistisch realisme, niettegenstaande geëxperimenteer met vormen onder invloed van Chlebnikov en Pasternak. In 1935 nam hij deel aan het (antifascistische) schrijverscongres te Parijs. Dat resulteerde in “De schaduw van een vriend” (1936), waarin hij de Sovjet-Unie neerzet als het ‘land der landen’. Zijn lyriek kreeg steeds meer een politiek karakter, hij schreef goedkope oorlogspoëzie en actuele propagandaverzen.
Van 1944 tot 1946 was Tichonov voorzitter van de Bond van Sovjetschrijvers. Na de Tweede Wereldoorlog was hij ook actief in de (communistische) vredesbeweging. Hij ontving de Internationale Lenin-Vredesprijs voor de Consolidatie van de Vrede tussen de Volkeren. Hij ontving de Stalinprijs in 1949 en 1952.
Toen Tichonov eind jaren vijftig meedeed aan de campagne tegen Pasternak, uitgerekend de dichter van wie hij zoveel had geleerd, lieten veel schrijvers hem vallen. Niettemin is zijn invloed op de generatie van na hem komende Sovjet-dichters groot geweest.